# Saluut aan Catalonië

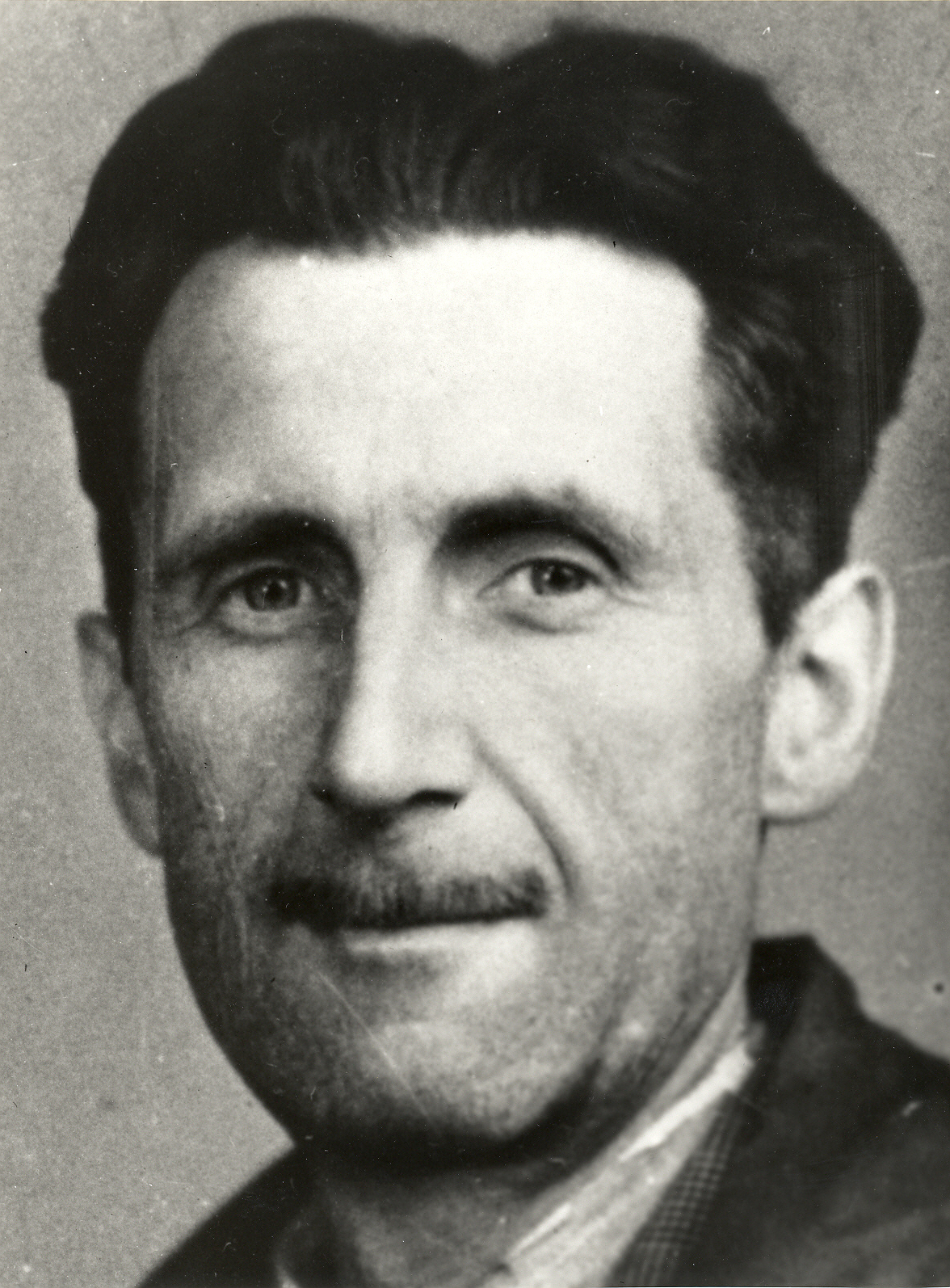
George Orwell

Saluut aan Catalonië (Engels: "Homage to Catalonia") is het verslag van George Orwell over zijn ervaringen tijdens de Spaanse Burgeroorlog (1936-1939). In december 1936 toog Orwell naar Spanje met de bedoeling stukken voor zijn krant te schrijven, maar meldde zich bijna onmiddellijk als vrijwilliger, 'omdat iets anders op dat moment en in die atmosfeer onvoorstelbaar leek'. Uiteindelijk om te vechten voor de Republikeinen tegen de Nationalisten van Francisco Franco. Met ongeveer 25 Britten sloot hij zich aan bij de militie van de marxistische Partido Obrero de Unificación Marxista (POUM). Deze revolutionairen wilden een arbeidersdictatuur vestigen in Spanje. Tot grote verbazing van Orwell kwamen ze daarbij in conflict met de Spaanse communisten die zich plooiden naar de internationale belangen van de Sovjet-Unie. Orwell heeft gedurende zes maanden een kleine rol gespeeld in de burgeroorlog. Toen de POUM in juni 1937 verboden werd, moest hij Barcelona ontvluchten. Zes maanden later was het boek klaar voor publicatie op een moment dat de burgeroorlog nog onbeslist was. In Catalonië heeft George Orwell de dictatoriale aard van het stalinisme leren kennen. De communistische heksenjacht tegen de POUM met lastercampagnes, valse beschuldigingen, huiszoekingen en arrestaties hebben van hem een levenslange antistalinist gemaakt. De motivatie voor zijn meesterwerken Animal Farm en 1984 werd toen geboren.

## Een naïeve idealist
George Orwell wilde in Spanje tegen het fascisme vechten uit politiek fatsoen. Sedert 1930 hadden de fascisten altijd gewonnen. Het werd tijd dat ze eens op hun kop kregen, van wie deed er weinig toe. In Spanje leek men eindelijk weerstand te bieden aan het fascisme. Hij sloot zich toevallig aan bij de marxistische POUM, omdat hij met papieren van de Independent Labour Party in Barcelona aangekomen was.
Orwell werd ondergedompeld in de revolutionaire sfeer van Barcelona en dacht dat hij terechtgekomen was in een tijdperk van gelijkheid en vrijheid. Aan het front in Aragón was het meest revolutionaire sentiment uit het hele land samengebracht op één plek. Er hing de sfeer van het socialisme. De gewone klassenverdeling van de maatschappij was verdwenen; de Spaanse milities waren een soort microkosmos van de klasseloze maatschappij. Arbeiders met dezelfde levensstandaard gingen met elkaar om op voet van gelijkheid. Er was niemand die de rechten van een meester op een ander had. Het oefende een sterke aantrekkingskracht op hem uit. Zijn verlangen om het socialisme te vestigen was nog veel concreter dan voorheen. Ik ademde de lucht van de gelijkheid en ik was simpel genoeg te denken dat het in heel Spanje zo was. Ik realiseerde me niet dat ik min of meer bij toeval geïsoleerd was geraakt te midden van het meest revolutionaire deel van de Spaanse arbeidersklasse.
In het begin heeft hij zich met de politieke kant van de oorlog niet ingelaten. Toen hij naar Spanje toe ging en nog enige tijd daarna, was hij niet alleen niet geïnteresseerd in de politieke toestand, hij had er zelfs geen erg in. Hij vond de politieke kant van de oorlog vervelend en was verbaasd dat er verschillende soorten socialisten waren. Pas later realiseerde hij zich dat er ernstige geschilpunten tussen de politieke partijen waren.

## Stagnatie aan het front in Aragón
George Orwell diende aan het front in Aragón. Tijdens zijn verblijf bleven de gevechtslinies ongewijzigd. Het gebrek aan manschappen en wapens, vooral artillerie, maakte elke grootscheepse operatie onmogelijk. De soldaten kregen geweren van 10 tot 40 jaar oud. Ik moet trouwens zeggen dat ik de hele tijd dat ik in Spanje was, erg weinig echt vechten heb meegemaakt. Al die tijd gebeurde er niets, nooit gebeurde er iets. Hoe ter wereld kon men een oorlog winnen met zo’n leger?
In de loopgraven leerde hij de ratten kennen waarmee het hoofdpersonage Winston Smith uit zijn latere werk 1984 gemarteld werd in kamer 101. Het krioelde er van de ratten. De smerige rotbeesten kwamen aan alle kanten uit de grond kruipen. Als er iets is wat ik haat, is het een rat die in het donker over me heen rent.

## De partijen in het republikeinse kamp
Het republikeinse kamp was intern zwaar verdeeld tijdens de Spaanse Burgeroorlog. Aan de ene kant had je de POUM, de FAI en de linkse socialisten voor een gedecentraliseerd bestuur door de arbeiders en de milities. Aan de andere kant de communisten, de rechtse socialisten en de liberalen voor een gecentraliseerd bestuur door de regering en het leger.
- De POUM (Partido Obrero de Unificacion Marxista) was de marxistische partij die een wereldwijde revolutie van de arbeidersklasse wilde ontketenen. Ze wilden een beroep doen op de arbeiders van de wereld voor een revolutionair Spanje. Voor de POUM waren burgerlijke democratie, kapitalisme en fascisme één pot nat. Ze konden enkel genoegen nemen met een arbeidersdictatuur. In die betekenis kan men de POUM trotskistisch noemen. De POUM had niet veel te betekenen in de vakbonden.
- De FAI (Federación Anarquista Ibérica) was een anarchistische groepering binnen de anarchosyndicalistische vakbond Confederación Nacional del Trabajo die streefden om de anarchistische principes van de vakbond te behouden. De anarchisten waren fel gekant tegen het centrale autoritaire gezag van staat en kerk, tegen de privileges van de bourgeoisie. Zowel de economie als de politiek moesten onder het lokale beheer van de arbeiders komen. De anarchistische nadruk ligt op vrijheid en gelijkheid.
- De PSUC (Partit Socialista Unificat de Catalunya) was de socialistische partij van Catalonië, maar de socialisten stonden onder zware invloed van Moskou-getrouwe communisten. De communistische nadruk ligt altijd op centralisme.

## De communisten fnuikten de arbeidersrevolutie
Na de linkse verkiezingsoverwinning van 1931 kwam er in Spanje een revolutionaire uitbarsting. De vakbonden namen veel fabrieken en de meeste transportmiddelen in bezit, kleine boeren legden beslag op de gronden van landheren, kerken werden verwoest en priesters vervolgd. Arbeidersregering, arbeiderscomités, arbeiderspatrouilles en arbeidersmilities. In Catalonië ging het verder dan elders.
Aan de vooravond van de Spaanse Burgeroorlog konden de republikeinen rekenen op de steun van de arbeidersklasse en verschillende delen van de liberale bourgeoisie. De fascisten van Francisco Franco hadden de steun van de aristocratie en de kerk. De regering deed weinig of niets om de opstand van Franco te voorkomen, hoewel men die lang had zien aankomen. In de eerste maanden van de burgeroorlog werd Franco meer door de vakbonden dan door de regering weerstaan. De vakbonden organiseerden en bewapenden de arbeidersmilities.
In Catalonië was de eerste maanden de werkelijke macht grotendeels in handen van de anarchisten. De communisten hadden echter de wind in de zeilen, omdat ze konden rekenen op de militaire steun van Moskou. De anarchisten en de POUM stonden stil en zochten noodgedwongen steun bij elkaar. De regering probeerde de macht te herwinnen die nog bij de vakbonden berustte. Vooral de anarchisten mochten er geen eigen milities op na houden. De arbeidersmilities van de vakbonden werden langzamerhand ontbonden en uitgesmeerd over het nieuwe Volksleger. Geleidelijk werden de POUM, de anarchisten en linkse socialisten uit de Catalaanse regering verdreven. Eén jaar na het uitbreken van de Spaanse Burgeroorlog was de macht binnen het republikeinse kamp volledig overgegaan naar de communisten. Er was een regering overgebleven die uitsluitend bestond uit communisten, rechtse socialisten en liberalen. Er vond een algemene verburgerlijking plaats die de geest van gelijkheid ongedaan maakte.
De linkse revolutionairen stonden geïsoleerd op internationaal vlak. Niemand zat te wachten op een arbeidersrevolutie in Spanje. Frankrijk en Engeland zouden ernstig bezwaar maken tegen een revolutionair land in de regio en konden een militaire interventie overwegen. Zelfs de houding van de Sovjet-Unie was dubbelzinnig. Het nazistische gevaar indachtig wilden de Russen deze twee mogendheden liever gunstig stemmen door de oorlog terug te brengen tot een gewone, niet-revolutionaire oorlog. De Sovjet-Unie en de Spaanse communisten waren verantwoordelijk voor het aan banden leggen van de arbeidersrevolutie. De communisten deden meer dan wie ook om revolutie in Spanje te voorkomen. Ze voerden een niet-revolutionair beleid tegen de collectiviseringspolitiek van de arbeiders. De communisten waren een rechtse contrarevolutionaire macht die de revolutionaire chaos wilde opruimen ten voordele van een sterke centrale regering. De communistische stelling was dat revolutie in dit stadium fataal zou zijn. Voorkom revolutie of je krijgt geen wapens. De communisten zeggen dat het fascisme alleen verslagen kan worden door een bondgenootschap met delen van de kapitalistische klassen. Anders verliezen we de oorlog. De trotskistische-marxisten stelden dat dat alleen maar nieuwe broedplaatsen van fascisme kweekt.

## De onlusten in Barcelona
Toen Orwell met verlof terugkeerde van het front, was de revolutionaire sfeer verdwenen in Barcelona. Het was een gewone stad zonder uiterlijke tekenen van een beheersing door de arbeidersklasse. Het militie-uniform en de blauwe overall waren vrijwel verdwenen; het wemelde nu van de officieren van het nieuwe Volksleger. De prijzen waren enorm gestegen, de tekorten herhaalden zich en er waren nu massa’s bedelaars. De sociale klassen kwamen weer naar boven. Er was een algemene onverschilligheid ten aanzien van de oorlog. Het bestuur door de arbeidersklasse was een verloren zaak. Hij wilde de POUM-militie verlaten om te vechten aan het Madrileense front. Daarvoor moest hij zich aansluiten bij de Internationale Brigades, maar na de onlusten in Barcelona wilde hij zich niet meer onder communistische leiding plaatsen.
In Barcelona hing er een gespannen sfeer tussen anarchisten en communisten. Er was een reeks vechtpartijen geweest in de arbeidersbuurten; op 1 mei 1937 was er geen optocht voor de Dag van de Arbeid, omdat er alleen maar ongeregeldheden van konden komen. Ondertussen werd er systematisch propaganda gemaakt tegen de partijmilities en voor het Volksleger. De milities werd de huid vol gescholden.
Orwell maakte de meidagen van 1937 mee. Op 3 mei 1937 ging de Guardia Civil gebouwen bezetten op strategische plaatsen, deed een mislukte overval op de telefooncentrale die in handen van anarchisten was en bezette het bureau van het partijblad van de POUM. De gevechten in Barcelona vormden voor de regering in Valencia het lang gezochte voorwendsel om de macht in Catalonië steviger in handen te nemen. Op 7 mei 1937 arriveerden zesduizend man Guardia de Asalto uit Valencia en namen de macht in Barcelona over. De arbeidersmilities moesten hun wapens inleveren en werden verdeeld over het Volksleger. Vakbondsleden werden geweerd uit de politiemacht; de antistalinistische en anarchistische bladen stonden onder zware censuur. Alleen de PSUC werd met rust gelaten. De barricades voor hun gebouwen bleven staan en hun bladen werden niet gecensureerd. Het was een communistische staatsgreep. De gevechten waren een algemene aanval op de vakbonden door de Guardia Civil en de PSUC. Sinds vorig jaar had men de directe macht geleidelijk uit handen van de vakbonden genomen. Men bewoog zich van bestuur door de arbeidersklasse naar gecentraliseerd bestuur. De regering stond praktisch onder communistische leiding en de anarchisten werden uit de regering gezet. In Catalonië was er nu geen macht buiten de PSUC en haar liberale bondgenoten.

## Verwond aan het front
Terug aan het front was het voor Orwell moeilijk even naïef idealistisch te denken over deze oorlog als voorheen. Het was boerenbedrog om te denken dat deze oorlog gevoerd werd voor democratie. Het zou een dictatuur moeten worden die gelijkt op het fascisme.
George Orwell lag voor Huesca, toen een fascistische scherpschutter hem te pakken kreeg. De kogel ging dwars door zijn hals en miste de slagader op een millimeter. Zijn nekspieren en een stemband waren geraakt, waardoor hij een aantal maanden verlammingen in zijn arm voelde en moest fluisteren.

## De POUM werd verboden
De communisten begonnen feller te schrijven over de POUM dan over de fascisten. Ze verklaarden de POUM tot een verkapte fascistische organisatie. Voor hen was de POUM niets anders dan een bende vermomde fascisten, betaald door Franco en Adolf Hitler. Het was een wereldomvattende campagne van de officiële communistische partij tegen het trotskisme. Het trotskisme was een erkende kapitalistische organisatie, een fascistische terroristenbende die zich bezighoudt met misdrijven en sabotage van het volk. Het had geen ander doel dan het kweken van vooroordelen. Het is een communistische tactiek om tegenstanders te lijf te gaan met verzonnen beschuldigingen, zoals radiocontact met de vijand, documenten ondertekend met onzichtbare inkt. Altijd beschuldigingen, maar geen bewijzen, geen processen. Iedereen die het toevallig niet met je eens is, moet geliquideerd worden. Dat leek in Barcelona maar al te gewoon. De stalinisten zaten in het zadel en dus was het vanzelfsprekend dat elke trotskist gevaar liep.
Op 15 juni 1937 werd de POUM verboden en tot illegale organisatie verklaard. Bijna de hele leiding werd gearresteerd; alle gebouwen werden in beslag genomen. De politie en de veiligheidsdiensten, die onder communistische invloed stonden, gingen ervan uit dat iedereen even schuldig was. Iedereen die met de POUM te maken had gehad, werd gearresteerd, zelfs gewonden, verpleegsters, vrouwen van POUM-leden en in sommige gevallen zelfs kinderen. De arrestaties, invallen, huiszoekingen gingen zonder ophouden door. Alles wees op een monsterproces met vervalst bewijsmateriaal gevolgd door een massale executie van prominente ‘trotskisten’. De regering heeft het ergste kunnen voorkomen. In regeringskringen was te horen dat men zich niet kon veroorloven de communistische partij te kwetsen terwijl de Russen wapens leverden. We hebben steun uit Rusland gekregen en we hebben bepaalde handelingen moeten toestaan die we liever niet hadden zien gebeuren.

## De vlucht uit Barcelona
Orwell en zijn vrouw kwamen tot het besluit dat ze het best zo gauw mogelijk Spanje konden verlaten. Zijn gezondheid was er beroerd aan toe, hij voelde zich buitengewoon zwak en het zou verscheidene maanden duren voor hij weer zou kunnen vechten. In een stemming van diepe verslagenheid wilde hij niets meer te maken hebben met de hele boel. Hij kon niets meer hebben en het vooruitzicht van het front maakte hem doodsbang. Een dokter van de militaire keuringsraad tekende zijn ontslagpapieren.
In Barcelona hoorde Orwell dat de POUM verboden was. Hij moest meteen onderduiken. ’s Nachts sliep hij in de ruïne van een kerk en op een veldje met hoog gras. Ze kwamen de grens over met de trein. Aan de controlepost zat zijn naam niet in de kaartenbak van verdachten en de carabineros wisten niet dat de 29e divisie van zijn ontslagpapieren de POUM was. Hij dankte zijn leven aan het gebrek aan efficiëntie van de Spaanse politie. Zo glipten ze erdoor.

## Een terugblik op zijn Spaans avontuur
George Orwell wist wat de marxisten kon verweten worden: Men kon volhouden dat de POUM, door aan te dringen op een meer revolutionair beleid, het republikeinse kamp verdeelde. Het lijkt me dat elke reformistische regering een partij als de POUM terecht als lastpost zou kunnen beschouwen. Hij laat zich kennen als een revolutionair.
Zijn antifascisme was nog steeds sterker dan zijn anticommunisme: Ik hoop dat deze oorlog gewonnen wordt, hoe dan ook. Het regime van Franco zou zeker erger zijn. Niettemin zijn de kiemen gezaaid voor zijn afkeer van de stalinistische vorm van communisme: Er begint een gevaarlijke scheuring te ontstaan in de wereldarbeidersbeweging.

## Invloeden
Saluut aan Catalonië had een grote invloed op het denken van de jonge Noam Chomsky.

## Uitgaven
- The Complete Works of George Orwell, Engelse originele uitgaven
- George Orwell: "Saluut aan Catalonië", Nederlandse vertaling van Aad Nuis, ISBN 9045002108

- Biblioteca Nacional de España: XX3383760
- Bibliothèque nationale de France: cb16639841m (data)
- Gemeinsame Normdatei: 4820555-2
- Nationale bibliotheek van Australië: 36565063
- Système universitaire de documentation: 160624215
- Virtual International Authority File: 183892463